# Funky Snakefoot
Funky Snakefoot es el segundo álbum de estudio del músico estadounidense Alphonse Mouzon. Fue publicado en abril de 1974 por el sello discográfico Blue Note Records.

## Recepción de la crítica
Un escritor no especificado de Record World escribió: “Aquí se ofrece un jazz melodioso que roza el R&B. Mouzon, un músico de lo más versátil, muestra su experiencia a través de la voz, la batería, el bajo Moog, el órgano y el piano, hábilmente instigado por Randy Brecker en la trompeta”. Un escritor no especificado de Billboard escribió: “Si bien su voz es débil, los cortes instrumentales tienen un sentimiento más fuerte, con la trompeta y el trombón añadiendo fuerza adicional a este esfuerzo”.

## Lista de canciones
| Lado uno |                                      |                 |          |  |
| N.º      | Título                               | Escritor(es)    | Duración |  |
| 1.       | «I've Given You My Love»             | Mark Langford   | 4:43     |  |
| 2.       | «You Don't Know How Much I Love You» | Elvena Mouzon   | 4:40     |  |
| 3.       | «I Gotta Have You»                   | Alphonze Mouzon | 2:46     |  |
| 4.       | «My Life Is So Blue»                 | Langford        | 4:37     |  |
| 5.       | «Funky Snakefoot»                    | A. Mouzon       | 3:45     |  |
| 6.       | «My Little Rosebud»                  | E. Mouzon       | 2:02     |  |

| Lado dos |                           |                |          |  |
| N.º      | Título                    | Escritor(es)   | Duración |  |
| 1.       | «A Permanent Love»        | E. Mouzon      | 4:20     |  |
| 2.       | «The Beggar»              | Mary Highsmith | 4:35     |  |
| 3.       | «Oh Yes I Do»             | Langford       | 4:35     |  |
| 4.       | «Tara, Tara»              | Highsmith      | 3:35     |  |
| 5.       | «Where I'm Drumming From» | A. Mouzon      | 1:20     |  |
| 6.       | «Ism»                     | Larry Coryell  | 3:08     |  |

## Créditos y personal
Créditos adaptados desde las notas de álbum de Funky Snakefoot.
Músicos
- Alphonse Mouzon[a] – voces (2–4, 7–10), batería (1–12), sintetizador Moog (3, 4, 8, 10), sintetizador ARP Odyssey (1, 3, 4, 6, 9, 10), órgano (9), tack piano (1)
- Randy Brecker – trompeta (1, 5, 7, 9, 12)
- Barry Rogers – trompeta (1, 5, 7, 9, 12)
- Andy Gadsden – saxofón tenor (1, 5, 7, 9, 12)
- Harry Whitaker – piano acústico (1, 2, 4, 6–9), clavinet (3, 5, 10)
- Leon Pendarvis – órgano (9, 10), piano eléctrico Wurlitzer (1, 2, 4, 7, 8), piano acústico (3, 5)
- Mike Mandel – piano Fender Rhodes (3, 12)
- Richie Resnicoff – guitarra (1, 2, 4, 7, 9)
- Mark Harowitz – guitarra de acero con pedal, banjo (6)
- Gary King – Fender Bass (1–7, 9, 12)
- Ray Armando – conga, bongó (1, 2, 7)
- Steve Berrios – percusión (1)
- Angel Allende – percusión (1)

Personal técnico
- Alphonse Mouzon[a] – productor, arreglos, conductor
- George Butler – productor ejecutivo
- Dave Wittman – ingeniero de audio, programación
- Bob Cato – director artístico
- Eric Cato – fotografía
- John Williams – diseño de portada